# Olimpiada Iberoamericana de Física
La Olimpiada Iberoamericana de Física (OIbF) es una competencia anual de física, destinada a estudiantes de enseñanza secundaria de los países iberoamericanos, es decir, aquellos países que integran la Organización de Estados Iberoamericanos para la Educación, la Ciencia y la Cultura (OEI). Es organizada por sociedades científicas o grupos de profesores de los países iberoamericanos con los objetivos de estimular el estudio de la física y el desarrollo de jóvenes talentos, así como propiciar el intercambio de experiencias y la profundización de la amistad entre los países participantes. Otra finalidad es la promoción de competencias nacionales que contribuyan a apoyar el talento y la iniciativa científica entre la juventud, en el contexto de lograr una educación científica para todos. La primera OIbF se desarrolló del 22 al 29 de noviembre de 1991 en Bogotá, Colombia.

## Organización

### Delegaciones
En primer lugar, el comité organizador del país encargado de la organización invita a delegaciones integradas por hasta cuatro estudiantes (participantes) y dos profesores (delegados) de los siguientes países:
| Argentina Bolivia Colombia Cuba El Salvador Guatemala México Panamá Perú Puerto Rico Uruguay | Brasil Chile Costa Rica Ecuador España Honduras Nicaragua Paraguay Portugal República Dominicana Venezuela |

Los participantes deben cumplir con los siguientes requisitos:
- No haber cumplido 18 años de edad el año anterior a la realización de la OIbF;
- No haber participado en la Olimpiada Internacional de Física;
- No haber participado en la OIbF más de una vez (se aceptan dos participaciones en la OIbF como máximo);
- No ser estudiante universitario.

Los participantes y delegados se alojan en los hoteles separados reservados por el comité organizador por aproximadamente una semana. Durante el transcurso de la semana se realizan las pruebas, excursiones turísticas, conferencias y actividades recreativas.

### Pruebas
Durante la Olimpiada Iberoamericana de Física los estudiantes deben realizar dos pruebas: una teórica y otra experimental. Las dos pruebas se aplicarán individualmente en dos días distintos con una duración máxima de cinco horas por prueba. Las pruebas experimental y teórica se califican sobre un máximo de 20 y 30 puntos respectivamente para un máximo total de 50 puntos.
Para resolver los problemas teóricos y experimentales de la OIbF los participantes necesitan saber de matemática en el marco de los programas de educación de los países participantes como estadística y álgebra. En la competición se evalúan los siguientes temas:
1. Mecánica de la partícula y de los sistemas de partículas
2. Mecánica del sólido rígido
3. Mecánica de fluidos
4. Termodinámica
5. Oscilaciones y ondas
6. Carga eléctrica y campo eléctrico
7. Corriente eléctrica
8. Campo magnético
9. Electromagnetismo
10. Ondas electromagnéticas
11. Física cuántica
12. Relatividad
13. Materia

Además de los temas anteriores para la parte experimental se necesitan conocimientos en: medición de cantidades físicas, errores y regresión lineal.

### Premios
Como lo establece el reglamento de la OIbF los premios se distribuyen porcentualmente de acuerdo al total de participantes y al puntaje total.
- 8% medalla de oro
- 14% medalla de plata
- 20% medalla de bronce
- 24% mención de honor

## Sedes
| Edición | Año  | País                                                    | Ciudad                                                  |
| ------- | ---- | ------------------------------------------------------- | ------------------------------------------------------- |
| 1.ª     | 1991 | Colombia                                                | Bogotá                                                  |
| 2.ª     | 1997 | México                                                  | Oaxtepec                                                |
| 3.ª     | 1998 | Venezuela                                               | Mérida                                                  |
| 4.ª     | 1999 | Costa Rica                                              | Cartago                                                 |
| 5.ª     | 2000 | España                                                  | Jaca                                                    |
| 6.ª     | 2001 | Bolivia                                                 | La Paz \ Sorata                                         |
| 7.ª     | 2002 | Guatemala                                               | Antigua                                                 |
| 8.ª     | 2003 | Cuba                                                    | La Habana                                               |
| 9.ª     | 2004 | Brasil                                                  | Salvador                                                |
| 10.ª    | 2005 | Uruguay                                                 | Colonia del Sacramento                                  |
| 11.ª    | 2006 | Portugal                                                | Coímbra                                                 |
| 12.ª    | 2007 | Argentina                                               | Córdoba                                                 |
| 13.ª    | 2008 | México                                                  | Morelia                                                 |
| 14.ª    | 2009 | Chile                                                   | Santiago                                                |
| 15.ª    | 2010 | Panamá                                                  | Panamá                                                  |
| 16.ª    | 2011 | Ecuador                                                 | Guayaquil                                               |
| 17.ª    | 2012 | España                                                  | Granada                                                 |
| 18.ª    | 2013 | República Dominicana                                    | Santo Domingo                                           |
| 19.ª    | 2014 | Paraguay                                                | Asunción                                                |
| 20.ª    | 2015 | Bolivia                                                 | Cochabamba                                              |
| 21.ª    | 2016 | Uruguay                                                 | Carmelo                                                 |
| 22.ª    | 2017 | Colombia                                                | Armenia                                                 |
| 23.ª    | 2018 | Puerto Rico                                             | Mayagüez                                                |
| 24.ª    | 2019 | El Salvador                                             | San Salvador                                            |
| 25.ª    | 2020 | OIbF virtual 2020 (XXV OIbF Organización Multinacional) | OIbF virtual 2020 (XXV OIbF Organización Multinacional) |
| 26.ª    | 2021 | Brasil                                                  | João Pessoa                                             |
| 27.ª    | 2022 | Guatemala                                               | N/A                                                     |
| 28.ª    | 2023 | Argentina                                               | N/A                                                     |
| 29.ª    | 2024 | Perú                                                    | N/A                                                     |
| 30.ª    | 2025 | México                                                  | N/A                                                     |

## Secretariado Permanente
El Secretariado Permanente de las Olimpiadas Iberoamericana de Física es un órgano colegiado cuyo fin es garantizar la continuidad y permanencia de las Olimpiadas. Está integrado por cinco miembros, tres de los cuales, presidente, vicepresidente y primer vocal, son elegidos cada cuatro años por el Jurado Internacional de la OIbF. El segundo y tercer vocal son los representantes del país anfitrión y del país que será la próxima sede de la OIbF. En la asamblea virtual realizada el 3 de diciembre de 2021, durante la XXVI OIbF 2021, se eligió al nuevo secretariado para el período 2021-2025:
La integración actual del secretariado permanente es la siguiente:
- Presidente: Antonio Guirao (España)
- Vicepresidente: Martín Monteiro (Uruguay)
- Primer vocal: Edwin Adverdi (El Salvador)

Anteriores secretariados:
Período 2001-2005:
- Presidente: José Alberto Carrion Sanjuán (España)
- Vicepresidente: Carlos Enrique Sifredo Barrios (Cuba)
- Primer Vocal: Manoel Joaquim Baptista Fiolhais (Portugal)

Período 2005-2009:
- Presidente: Salvador Galindo Uribarri (México)
- Vicepresidente: Evelio Hernández Pérez (Costa Rica)
- Primer Vocal: Eduardo Zalamea Godoy (Colombia)

Período 2009-2013:
- Presidente: Victor Hamity (Argentina)
- Vicepresidente: Andrea Cabot Echeverría (Uruguay)
- Primer Vocal: Carlos Daniel González (Paraguay)

Período 2013-2017 y 2017-2021:
- Presidente: Carlito Lariucci (Brasil)
- Vicepresidente: Carlos González (Paraguay)
- Primer vocal: Héctor Jiménez (Puerto Rico)

Período 2021-2025:
- Presidente: Antonio Guirao (España)
- Vicepresidente: Martín Monteiro (Uruguay)
- Primer vocal: Edwin Adverdi (El Salvador)